# David Cage
David De Gruttola, känd under sin pseudonym David Cage, född 9 juni 1969 i Mulhouse, är en fransk datorspelsutvecklare och musiker. Han är chef för spelstudion Quantic Dream, som han själv hade grundat år 1997. Han spelar fortfarande en viktig roll i företaget och för utvecklingen av företagets spel; eftersom han är VD, finansdirektör, ledande speldesigner, projektledare, regissör och manusförfattare. Han är dessutom en professionell musiker, och har skapat företaget Totem Interactive år 1993, ett företag som fokuserar på musik och ljudproduktion. Han arbetade som frilansmusiker och skapade soundtracks till flera TV-, film- och videospelsprojekt.
Som speldesigner har han utformat spelen Omikron: The Nomad Soul (1999), Fahrenheit (2005), Heavy Rain (2010), Beyond: Two Souls (2013) och Detroit: Become Human (2018).
David Cage har blivit känd i spelbranschen för sin unika syn på branschen, med sina kontroversiella uttalanden om att aldrig lämna någon oberörd. Han har fått många kritiker som beskriver honom som rätt så självisk, men andra personer beskriver honom som en visionär i spelbranschen, en man som har kreativa idéer och en tydlig vision om vart man ska gå i branschen genom att fokusera på ett mer moget utseende.